# Station Lus-la-Croix-Haute
Station Lus-la-Croix-Haute is een spoorwegstation in de Franse gemeente Lus-la-Croix-Haute.